# Liste der Schweizer Botschafter in Brasilien
Schweizer Botschafter in Brasilien.

## Missionschefs
- 1907–1916: Albert Gertsch (1867–1944), Geschäftsträger
- 1916–1918: Charles Arthur Redard (1884–1954), Geschäftsträger
- 1918–1920: Albert Gertsch (1867–1944), Geschäftsträger
- 1920–1937: Albert Gertsch (1867–1944), Gesandter
- 1937–1943: Emile Traversini (1883–1943)
- 1943–1943: Fernand Bernoulli (1905–1979), Geschäftsträger
- 1943–1945: Henry Vallotton (1891–1971)
- 1945–1949: Charles Arthur Redard (1884–1954)
- 1950–1955: Eduard Feer (1894–1983)
- 1954–1958: Robert Maurice (1906–1998)
- 1958–1960: Robert Maurice (1906–1998), Botschafter
- 1960–1965: André Dominicé (1911–2001)
- 1966–1971: Giovanni Enrico Bucher (1913–1992)
- 1971–1976: Emil A. Stadelhofer (1915–1977)
- 1977–1981: Max Feller (1916–)
- 1981–1984: William Roch (1919–)
- 1984–1987: Roger Bär (1931–2021)
- 1991–1996: Catherine Krieg Polejack (1947–)
- 1996–2000: Oscar Knapp (1948–)
- 2000–2004: Jürg Leutert
- 2004–2008: Rudolf Bärfuss (1947–)
- 2008–2013: Wilhelm Meier (1948–)
- 2013–heute: André Regli

Ab 1907 selbständige Gesandtschaft, seit 1958 Botschaft.